# Interim-Theater

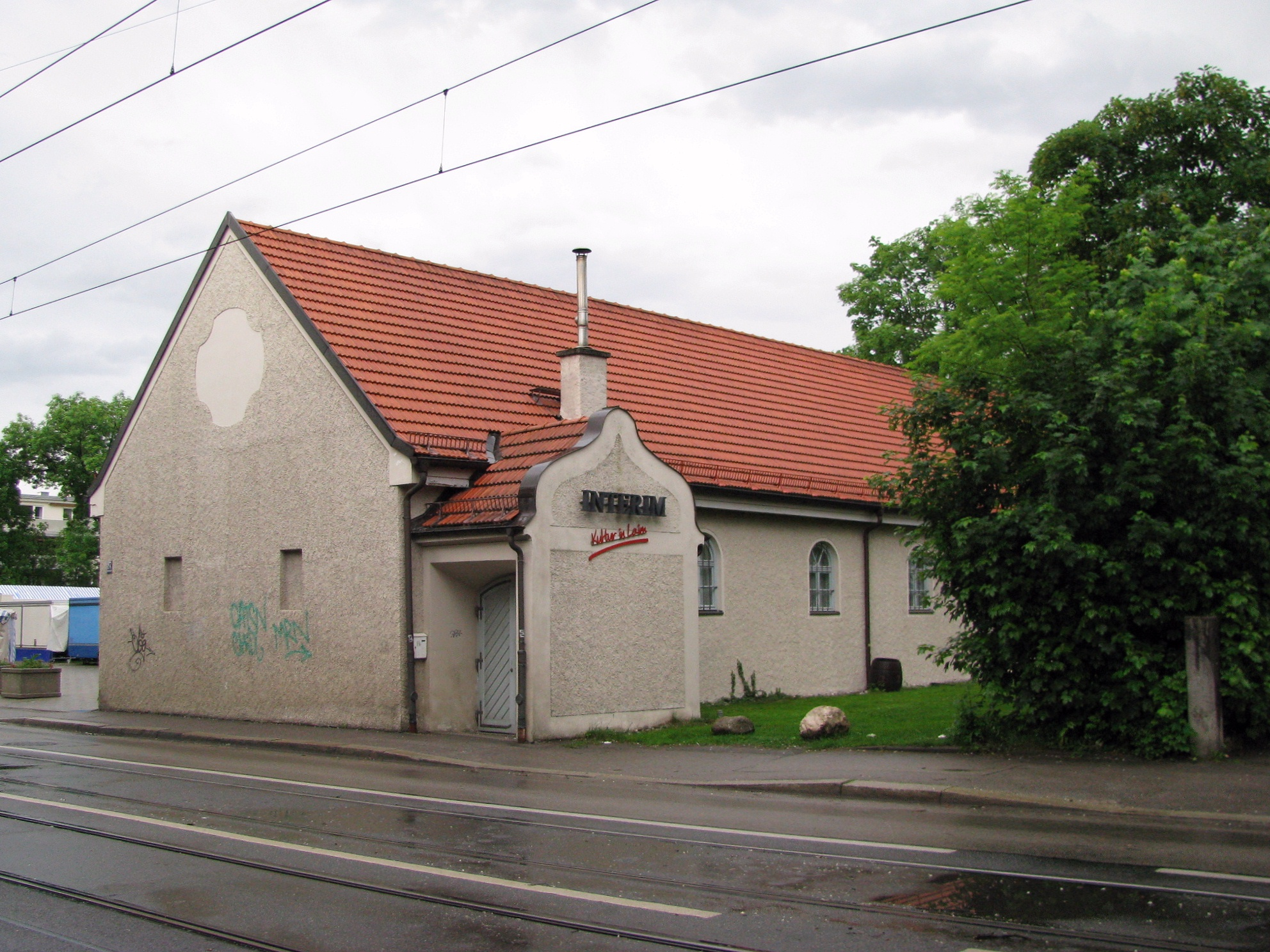
Interim-Theater

Das Interim-Theater ist ein Veranstaltungsgebäude für Theater, Kabarett und Konzerte am Laimer Anger im Münchner Stadtteil Laim.

## Geschichte
Das Gebäude war ursprünglich eine Scheune des unter Kurfürst Max Emanuel erbauten Laimer Schlösslgutes. 1912 wurde es zunächst während des Umbaus der katholischen Kirche St. Ulrich von der Pfarrgemeinde als Interimskirche benutzt. 1913 erwarb der „Protestantische Kirchenbauverein München-Laim e. V.“ das Gebäude und ließ es noch im selben Jahr durch Theodor Fischer umbauen. Das Gebäude wurde dann bis 1956 von der evangelisch-lutherischen Gemeinde benutzt, bis sie in die neu errichtete Paul-Gerhardt-Kirche umzog. Die alte Kirche wurde von der Stadt München erworben, um nach ihrem Abriss die angrenzende Agnes-Bernauer-Straße zu verbreitern. Für eine Zwischennutzung bis zum Abriss wurde das Gebäude zur Tischtennishalle umfunktioniert. Da die Pläne zur Straßenverbreiterung aufgegeben wurden, kamen Überlegungen zu anderen Nutzungen auf.

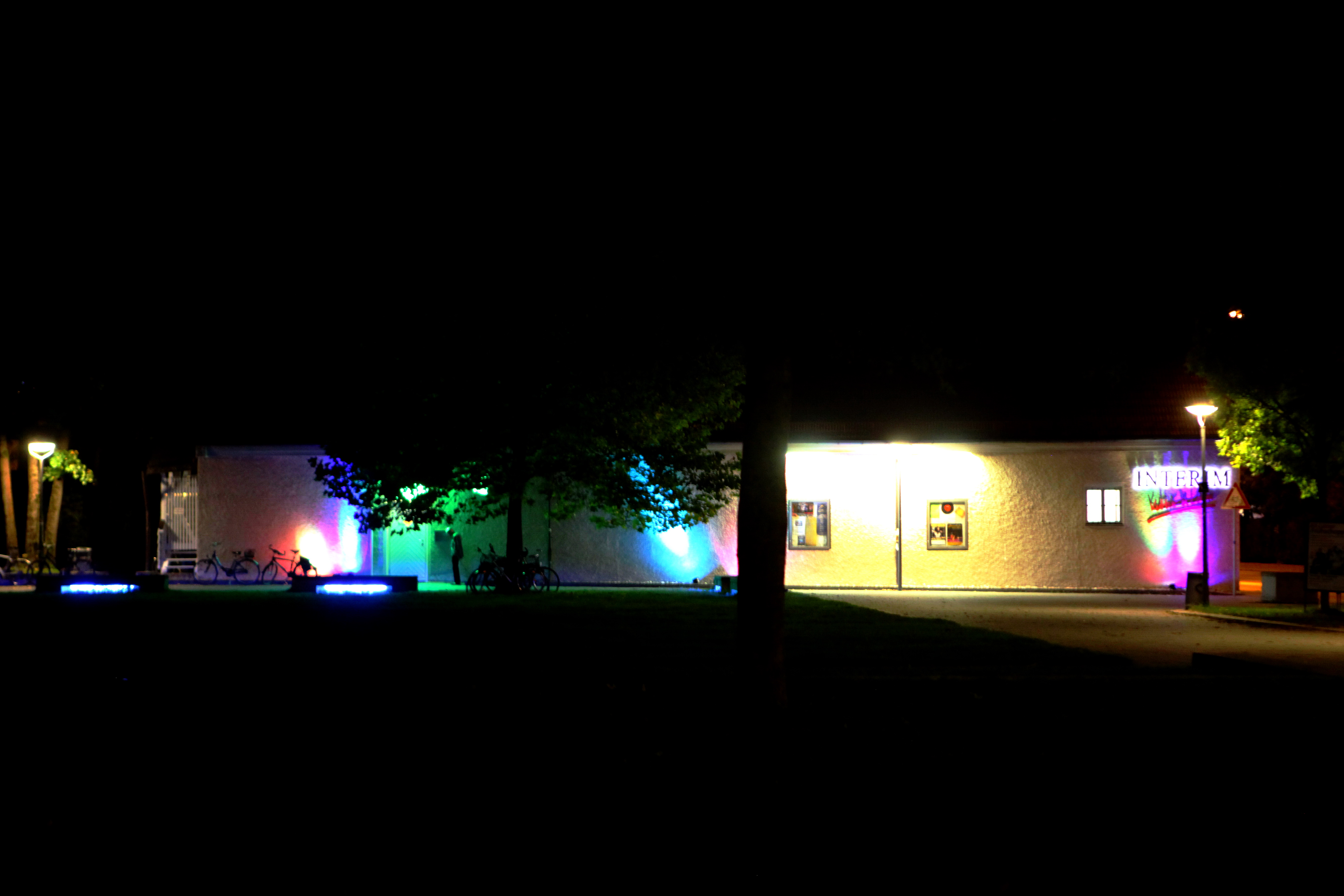
Das Interim-Theater feiert am 10. Oktober 2014 sein 25-jähriges Bestehen

Die ehemalige Kirche war, obwohl denkmalgeschützt, fast schon abrissreif, da wegen des permanent drohenden Abrisses keinerlei Unterhaltsmaßnahmen durchgeführt wurden. 
1989 wurde durch den Verein Bürgertreff Laim das Interim als Kultur- und Veranstaltungszentrum eröffnet und in der Folge von der Bevölkerung sehr gut angenommen. Der Name wurde aufgrund des ursprünglichen Kirchennamens gewählt. Seit 1998 konnte das Gebäude durch Zuschüsse der Stadt nach und nach renoviert werden.
Das Interim ist ein Ort des Kulturgeschichtspfads Laim.